# Assembleia Legislativa da Bahia
Assembleia Legislativa da Bahia (ALBA) é o órgão de poder legislativo do estado brasileiro de Bahia, exercido através dos deputados estaduais. Está sediada no Centro Administrativo da Bahia (CAB), em Salvador, desde 1974. Conta com 63 deputados estaduais, desde a Constituição do Estado da Bahia de 1989, eleitos pelo voto direto por representação proporcional.

## História
O poder legislativo da Bahia começou com o Conselho Geral da Província em 1828, continha 21 membros e tinha função apenas de sugerir leis para a Assembleia Geral do Império. Em 1835 foi criada de fato a Assembleia Provincial, da primeira até a 11.ª legislatura a Assembleia funcionou no Convento do Carmo, em 1858 passou a funcionar ao lado do Paço Municipal, a partir de 1891 a assembleia passou a ser bicameral onde a câmara e o senado funcionavam em prédios diferentes, durante o Estado Novo em 1937 o legislativo voltou a ser unicameral.

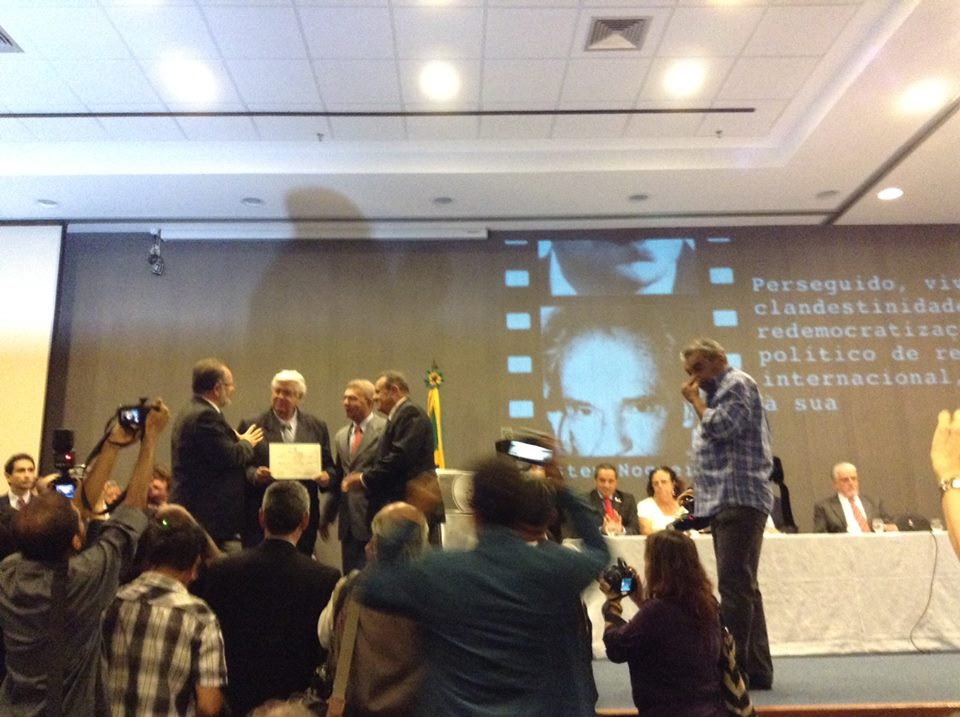
Sessão Especial de 31 de março de 2014

Em paralelo às atividades da Comissão Nacional da Verdade, a ALBA formou a sua própria comissão da verdade para esclarecimentos e reparações. Dentre elas, está a Sessão Especial de 31 de março de 2014 para devolução simbólica dos mandatos dos deputados cassados em 1964 pelo golpe militar, a exemplo de Aristeu Nogueira.

## Estrutura

### Blocos e lideranças
Os deputados agrupam-se entre a bancadas da maioria e da minoria, conforme a posição partidária quanto ao governo (situação ou oposição). Além disso, os partidos políticos com seis ou mais deputados formam grupos partidários isolados, as outras legendas com menos unem-se em blocos parlamentares ou permanecem sozinhos em representações partidárias.

### Composição dos blocos partidários
Na 20.ª legislatura (2023-2027), a composição dos blocos partidários, da liderança do governo e da liderança da minoria é a seguinte:
| Bloco                   | Líder                          |
| ----------------------- | ------------------------------ |
| Maioria                 | Rosemberg Pinto (PT)           |
| Minoria                 | Tiago Correia (PSDB)           |
| Fe. Brasil              | Vitor Bonfim (PV)              |
| PT                      | Marcelino Galo (PT)            |
| PSD                     | Angelo Coronel Filho (PSD)     |
| PP                      | Niltinho (PP)                  |
| UNIÃO                   | Júnior Nascimento (UNIÃO)      |
| PSB/MDB/Avante/PODE/PRD | Rogério Andrade (MDB)          |
| PL/Solidariedade        | Luciano Araújo (Solidariedade) |
| PDT/PSDB/REP            | Emerson Penalva (PDT)          |

### Comissões
Na 19.ª legislatura (2019-2023) da ALBA, havia dez comissões de caráter permanente e outras seis de caráter provisório. Abaixo elas encontram-se listadas.
Permanentes
- Agricultura e Política Rural
- Constituição e Justiça
- Defesa do Consumidor e Relações de Trabalho
- Direitos da Mulher
- Direitos Humanos e Segurança Pública
- Educação, Cultura, Ciência e Tecnologia e Serviço Público
- Finanças, Orçamento, Fiscalização e Controle
- Infra-estrutura, Desenvolvimento Econômico e Turismo
- Meio Ambiente, Seca e Recursos Hídricos
- Saúde e Saneamento

Especiais
- Acompanhamento e Fiscalização de Barragens
- Complexo Intermodal da Fiol, Porto Sul e Complexo Viário do Oeste (Ponte S-1)
- Promoção da Igualdade
- Assuntos Territoriais e Emancipação
- Desenvolvimento Urbano
- Desporto, Paradesporto e Lazer

## Mesa diretora
A atual composição da Mesa da Assembleia Legislativa da Bahia é a seguinte:
| Cargo              | Nome            | Partido |
| ------------------ | --------------- | ------- |
| Presidente         | Ivana Bastos    | PSD     |
| 1º Vice-presidente | Fátima Nunes    | PT      |
| 2° Vice-presidente | Marquinho Viana | PV      |
| 3° Vice-presidente | Hassan          | PP      |
| 4° Vice-presidente | Laerte do Vando | PODE    |
| 1° Secretário      | Samuel Junior   | REP     |
| 2° Secretário      | Katia Oliveira  | UNIÃO   |
| 3° Secretário      | Vitor Azevedo   | PL      |
| 4º Secretário      | Fabrício Falcão | PCdoB   |

## Comissões permanentes
| Comissão                                                              | Presidente        | Partido | Vice-presidente   | Partido | Ref.   |
| --------------------------------------------------------------------- | ----------------- | ------- | ----------------- | ------- | ------ |
| Comissão de Agricultura e Política Rural                              | Manuel Rocha      | UNIÃO   | Ricardo Rodrigues | PSD     | [ 12 ] |
| Comissão de Constituição e Justiça                                    | Robinson Almeida  | PT      | Alan Sanches      | UNIÃO   | [ 13 ] |
| Comissão de Defesa do Consumidor e Relações do Trabalho               | Junior Muniz      | PT      | Tiago Correia     | PSDB    | [ 14 ] |
| Direitos Humanos e Segurança Pública                                  | Diego Castro      | PL      | Marcelino Galo    | PT      | [ 15 ] |
| Comissão de Educação, Cultura, Ciência e Tecnologia e Serviço Público | Olívia Santana    | PCdoB   | Emerson Penalva   | PDT     | [ 16 ] |
| Comissão de Finanças, Orçamento, Fiscalização e Controle              | Zé Raimundo       | PT      | Tiago Correia     | PSDB    | [ 17 ] |
| Comissão de Infraestrutura, Desenvolvimento Econômico e Turismo       | Eduardo Salles    | PP      | Marcinho Oliveira | UNIÃO   | [ 18 ] |
| Comissão de Meio Ambiente, Seca e Recursos Hídricos                   | José de Arimateia | REP     | Matheus Ferreira  | MDB     | [ 19 ] |
| Comissão de Saúde e Saneamento                                        | Alex da Piatã     | PSD     | Jordavio Ramos    | PSDB    | [ 20 ] |
| Comissão de Direitos da Mulher                                        | Soane Galvão      | PSB     | Katia Oliveira    | UNIÃO   | [ 21 ] |

## Comissões especiais
| Comissão                                                                                               | Presidente           | Partido | Site |
| --- | -------------------- | ------- | ---- |
| Comissão Especial da Promoção da Igualdade                                                             | Fátima Nunes         | PT      |      |
| Comissão Especial de Acompanhamento e Fiscalização de Barragens                                        | Alan Castro          | PV      |      |
| Comissão Especial de Assuntos Territoriais e Emancipação                                               | Tum                  | Avante  |      |
| Comissão Especial de Desenvolvimento Urbano                                                            | Maria del Carmen     | PT      |      |
| Comissão Especial de Desporto, Paradesporto e Lazer                                                    | Bobô                 | PCdoB   |      |
| Comissão Especial do Complexo Intermodal da FIOL, Porto Sul e Complexo Viário do Oesteeste (Ponte S-1) | Antônio Henrique Jr. | PP      |      |
| Comissão Especial de Regulamentação do Transporte Complementar da Bahia                                |                      | PT      |      |
| Comissão Especial para Avaliação dos Impactos da Pandemia do COVID-19                                  | Ângelo Almeida       | PSB     |      |